# Distrito de Rakovník
El distrito de Rakovník es uno de los doce distritos que forman la región de Bohemia Central, República Checa, con una población estimada a principio del año 2018 de 55 407 habitantes. Se encuentra ubicado en el centro-oeste del país, cerca de Praga, la capital del país. Su capital es la ciudad de Rakovník.

## Localidades (población año 2018)
- Bdín 67
- Branov 197
- Břežany 138
- Chrášťany 668
- Čistá 861
- Děkov 207
- Drahouš 84
- Hořesedly 425
- Hořovičky 512
- Hracholusky 75
- Hřebečníky 241
- Hředle596
- Hvozd 172
- Janov 132
- Jesenice 1700
- Kalivody 102
- Karlova Ves 129
- Kněževes 1050
- Kolešov 158
- Kolešovice 831
- Kounov 558
- Kozojedy 101
- Krakov 138
- Krakovec 81
- Křivoklát 684
- Kroučová 276
- Krty 119
- Krupá 441
- Krušovice 617
- Lašovice 124
- Lišany 662
- Lubná987
- Lužná 1903
- Malinová 92
- Městečko 447
- Milostín 301
- Milý 188
- Mšec 906
- Mšecké Žehrovice 624
- Mutějovice 799
- Nesuchyně 413
- Nezabudice 74
- Nové Strašecí 5503
- Nový Dům 157
- Olešná 585
- Oráčov 384
- Panoší Újezd 289
- Pavlíkov 1037
- Petrovice 273
- Pochvalov 265
- Přerubenice 71
- Příčina 197
- Přílepy 199
- Pšovlky 303
- Pustověty 139
- Račice 164
- Rakovník 15 893
- Řeřichy 88
- Řevničov 1340
- Roztoky 1086
- Ruda 748
- Rynholec 974
- Šanov 550
- Senec 262
- Senomaty 1209
- Šípy 163
- Skryje 168
- Slabce 748
- Smilovice 71
- Srbeč 299
- Švihov 53
- Svojetín 339
- Sýkořice 524
- Třeboc 150
- Třtice 490
- Václavy 67
- Velká Buková 270
- Velká Chmelištná 65
- Všesulov 135
- Všetaty 312
- Zavidov 321
- Zbečno 529
- Žďár 107